# Thomas Enders

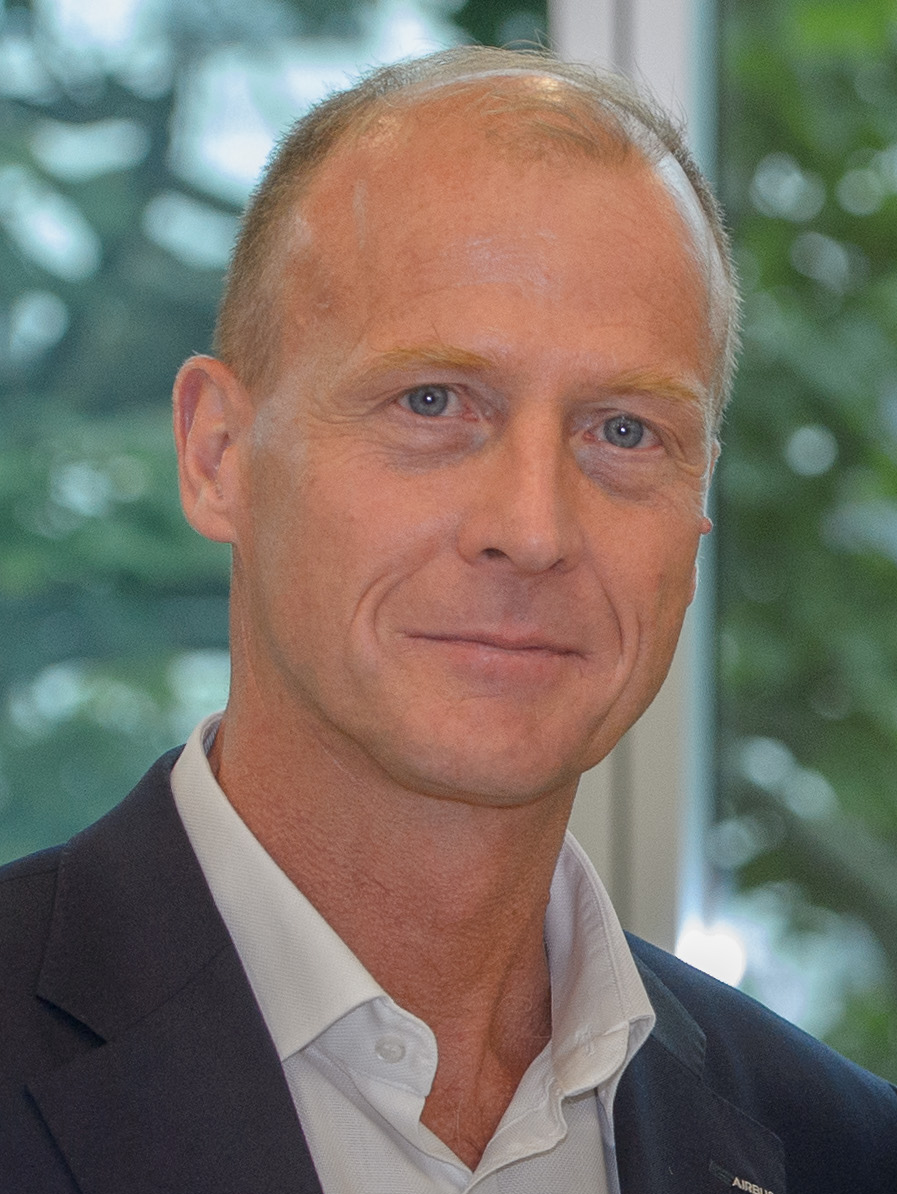
Thomas Enders, 2015

Thomas Enders (* 21. Dezember 1958 in Neuschlade im Westerwald) ist ein deutscher Manager. Er war von Mai 2004 bis August 2007 Vorstandsvorsitzender der EADS (heutige Airbus Group). Am 27. August 2007 wurde er zum Unternehmensleiter des europäischen Flugzeugherstellers Airbus ernannt. Vom 1. Juni 2012 bis zum 10. April 2019 war er Vorstandsvorsitzender der Airbus SE. Enders war von 2005 bis 2012 Präsident des Bundesverbandes der Deutschen Luft- und Raumfahrtindustrie (BDLI).
Im Juni 2019 wurde Enders zum Präsidenten der Deutschen Gesellschaft für Auswärtige Politik gewählt.

## Leben
Der Sohn eines Schäfers diente nach dem Abitur am Kopernikus-Gymnasium Wissen als Fallschirmjäger bei der Bundeswehr und steht als Reservist dort derzeit im Rang eines Majors der Reserve.
Zwischen 1978 und 1983 studierte er Wirtschaftswissenschaft sowie Politik- und Geschichtswissenschaften an der Rheinischen Friedrich-Wilhelms-Universität Bonn und der University of California, Los Angeles. 1987 wurde er als Stipendiat der Konrad-Adenauer-Stiftung bei Wolfgang Pfeiler (der Zweitgutachter war Karl Dietrich Bracher) an der Universität Bonn mit einer Arbeit über die SPD und die äußere Sicherheit zum Dr. phil. promoviert.
Von 1982 bis 1985 arbeitete er als Assistent im Deutschen Bundestag und war zwischen 1985 und 1987 als Wissenschaftlicher Mitarbeiter im Forschungsinstitut der Konrad-Adenauer-Stiftung in Sankt Augustin tätig. 1988 wurde Enders Wissenschaftlicher Mitarbeiter im Forschungsinstitut der Deutschen Gesellschaft für Auswärtige Politik in Bonn und Senior Research Associate am International Institute for Strategic Studies in London.
Von 1989 bis 1991 war Enders unter Verteidigungsminister Gerhard Stoltenberg Mitglied des Planungsstabes des Verteidigungsministeriums in Bonn. Von 1991 bis 1995 war er bei der MBB/DASA in München tätig, wo er verschiedene Positionen der Marketing-Abteilung innehatte. Von 1995 bis 1996 fungierte er als Geschäftsführer und Vorsitzender des Aufsichtsrates bei der DASA. Von 1996 bis 2000 war Enders Direktor der Abteilung „Corporate Development and Technology“ der DASA.

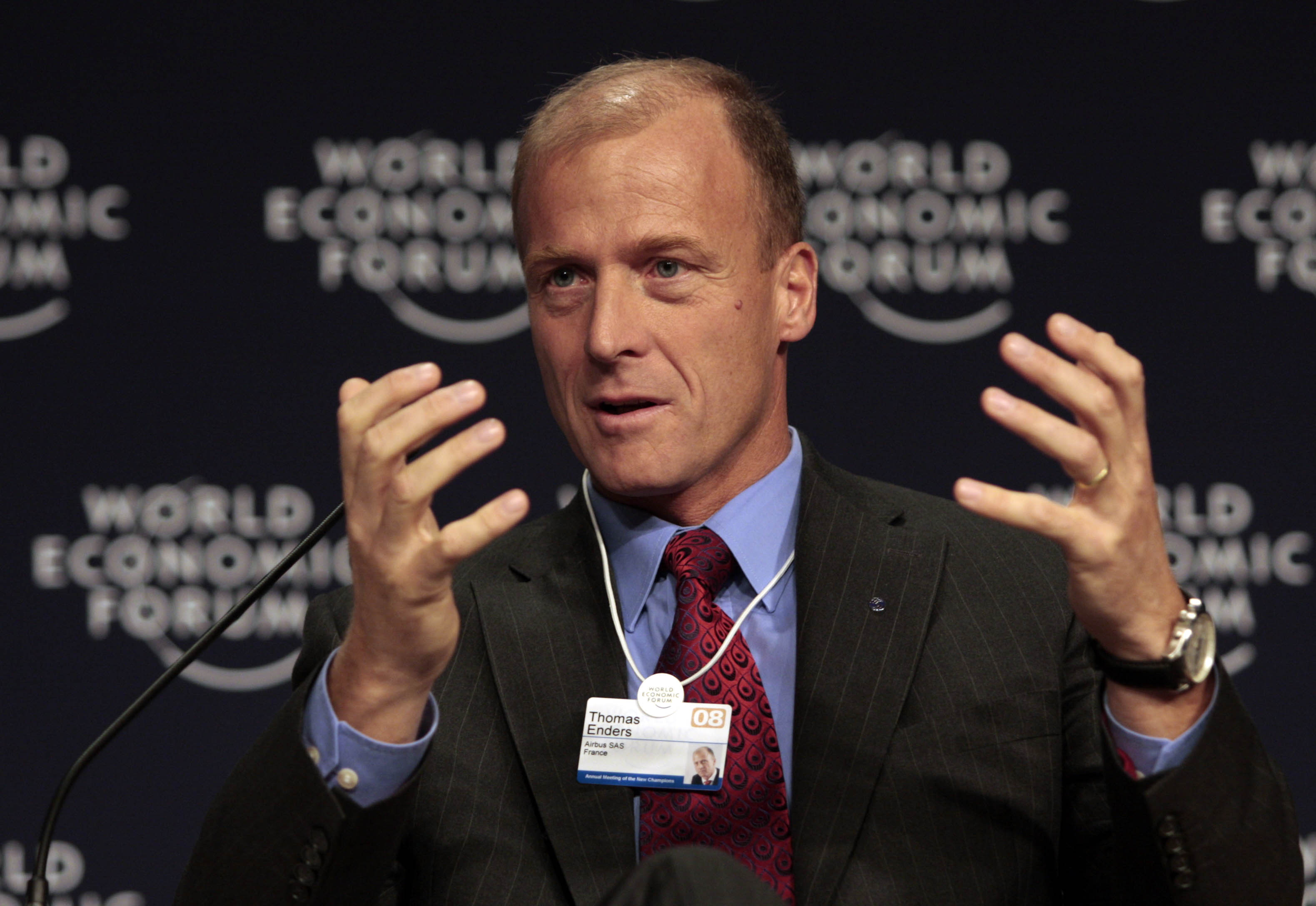
Thomas Enders, 2008

2000 wurde Enders Stellvertretender Vorstandsvorsitzender und Mitglied des Lenkungsausschusses der EADS (Head of Defence and Security Systems Division). Seit Mai 2004 war er Vorstandsvorsitzender der EADS Deutschland GmbH. Enders ist zudem in den Aufsichtsräten der Deutsche BP Aktiengesellschaft und der Dornier GmbH – dort als Vorsitzender – tätig.
Im Juli 2007 wurde Enders als Reaktion auf die Krise bei der EADS-Tochter Airbus zum Geschäftsführer des Flugzeugherstellers ernannt. Zu den milliardenschweren Geschäften von EADS unter Enders gehörten u. a. Rüstungsgeschäfte, darunter Grenzsicherungsanlagen, mit Saudi-Arabien.
Ende Januar 2012 gab der Verwaltungsrat von EADS seine Zustimmung, dass Enders 2012 den Franzosen Louis Gallois als Chief Executive Officer (CEO) des europäischen Luftfahrt- und Rüstungskonzerns ablöst. Er übernahm das Amt von Gallois zum 1. Juni 2012.
1984, 2005 und von 2009 bis 2015 war Enders Teilnehmer der Bilderberg-Konferenz.
Von Mitte 2005 bis zum 30. Juni 2009 war er Vorsitzender der Atlantik-Brücke e. V. Enders war Mitglied der CSU (Ortsverband Tegernsee). Im März 2011 trat er aus der Partei aus, was er mit der Politik der Koalition im Bund zu Libyen sowie dem Atom-Moratorium begründete.
Im Dezember 2017 wurde bekannt, dass Enders seinen Vertrag bei Airbus nicht verlängern und im April 2019 seinen Posten räumen wird. Zur selben Zeit wurden Korruptionsermittlungen im Vereinigten Königreich und Frankreich eingeleitet wegen des Verdachts der Bestechung ausländischer Beamter sowie Geldwäschevorwürfe. Enders war als Zeuge vernommen worden. Gleichzeitig hatte es immer wieder technische Probleme bei Triebwerken von Airbus-Mittelstreckenflugzeugen gegeben.
Am 8. Oktober 2018 verkündete der Verwaltungsrat des europäischen Luft- und Raumfahrtunternehmens, dass der Franzose Guillaume Faury die Nachfolge von Enders antritt. Er hat am 10. April 2019 den Vorstandsvorsitz der Airbus-Gruppe übernommen. Faury leitet seit Anfang 2018 den Bereich Passagiermaschinen, die mit Abstand größte Säule von Airbus.
Im Jahr 2021 gründete er gemeinsam mit Stefan Kirsten, Gerhard Schindler, Sandro Gaycken, Benjamin Rohé und weiteren das Unternehmen Monarch, das sich mit Fragen der Demokratiesicherung, Informationssicherheit bei komplexen Datenlagen sowie Methoden zur Nachverfolgung von Betrug und Korruption befasst. Mitglieder des Beirats sind u. a. Cathryn Clüver Ashbrook und Peter R. Neumann.
Thomas Enders ist verheiratet.

## Auszeichnungen
- 2014: European Manager of the Year[13]
- 2015: Kommandeur der Ehrenlegion[14]

## Schriften (Auswahl)
- Die SPD und die äußere Sicherheit: Zum Wandel der sicherheitspolitischen Konzeption der Partei in der Zeit der Regierungsverantwortung (1966–1982) (= Forschungsbericht der Konrad-Adenauer-Stiftung. 64). In Zusammenarbeit mit der Konrad-Adenauer-Stiftung, Knoth, Melle 1987, ISBN 3-88368-146-6.